# St. Gordian und Epimachus (Winterbach)

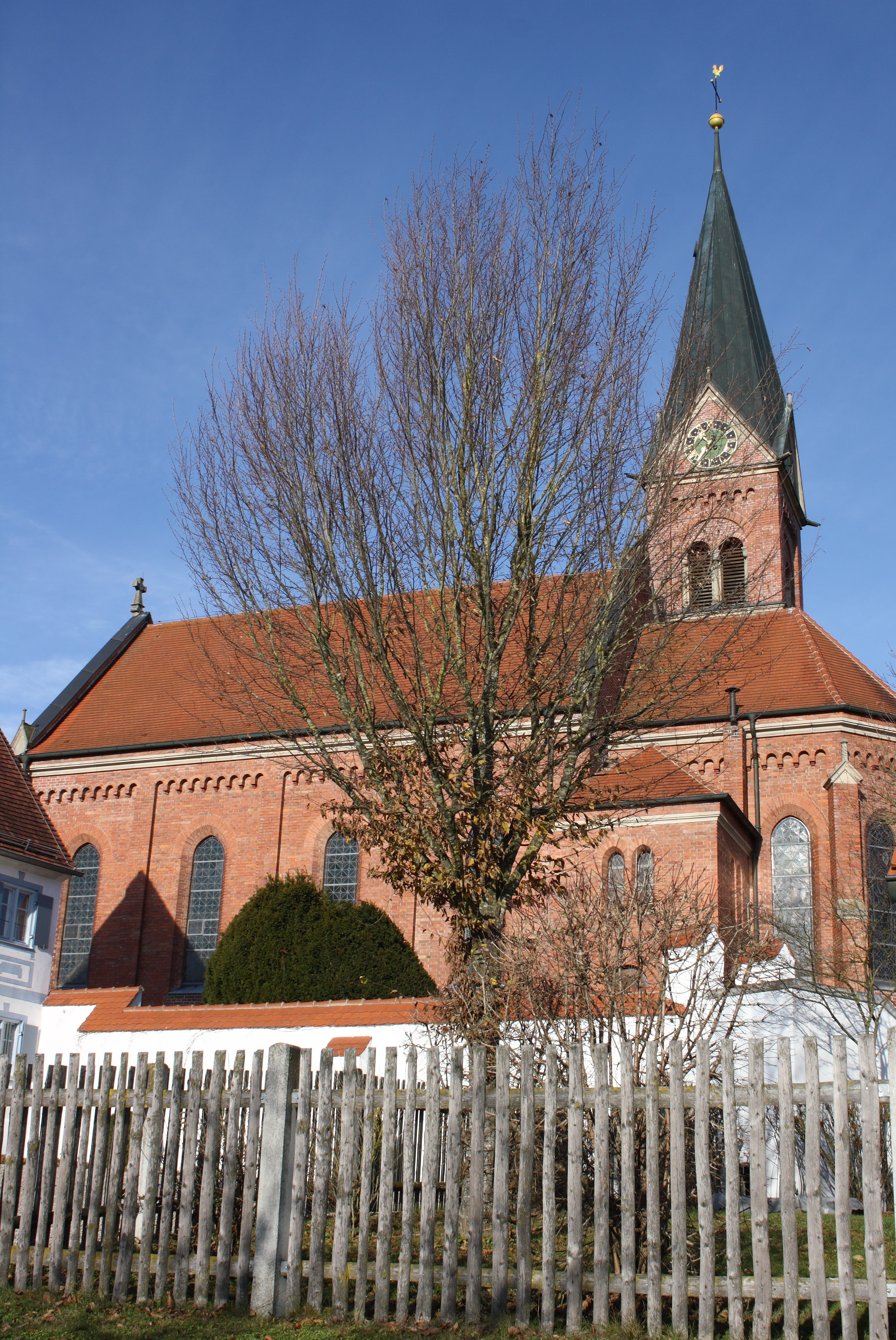
St. Gordian und Epimachus in Winterbach

Die römisch-katholische Pfarrkirche St. Gordian und Epimachus steht in Winterbach, einer Gemeinde im schwäbischen Landkreis Günzburg in Bayern. Das Bauwerk ist in der Liste der Baudenkmäler in Winterbach als Baudenkmal unter der Nr. D-7-74-196-2 eingetragen. Die Pfarrei gehört zum Dekanat Günzburg des Bistums Augsburg.

## Beschreibung
Die neugotische Saalkirche wurde nach einer Überarbeitung der ursprünglichen neuromanischen Pläne durch den Architekten und königlich bayerischen Baubeamten Ferdinand Schildhauer 1895 und 1896 aus unverputztem Backstein-Mauerwerk erbaut. Sie besteht aus einem Langhaus, einem eingezogenen, dreiseitig geschlossenen, von Strebepfeilern gestützten Chor im Osten, einer Sakristei an der Südwand und einem Chorflankenturm auf quadratischem Grundriss an der Nordwand des Chors. Das Langhaus ist mit Lisenen zwischen den Fensterachsen gegliedert, unter der Dachtraufe verläuft ein Bogenfries. Das oberste Geschoss des Chorflankenturms beherbergt hinter den als Biforien gestalteten Klangarkaden den Glockenstuhl mit vier Kirchenglocken. Darauf sitzt ein spitzer Helm zwischen den Giebeln, auf denen die Zifferblätter der Turmuhr angebracht sind. Der Innenraum des Langhauses ist mit einer Flachdecke überspannt, der des Chors mit einem Kreuzgratgewölbe. Die einheitliche Kirchenausstattung stammt aus der Bauzeit. Die von Anton Ranzinger gestalteten Deckenmalereien wurden erst 1899 vollendet.